# Nicolaus Zumloh
Nicolaus Zumloh (* 4. Juni 1804 Münster; † 11. Dezember 1873 ebenda) war ein deutscher Kaufmann und Parlamentarier.

## Leben
Nicolaus Zumloh studierte ab 1824 Rechtswissenschaften an der Ruprecht-Karls-Universität Heidelberg. Zu Beginn des Studiums wurde er Mitglied des Corps Guestphalia Heidelberg. Ohne Abschluss kehrte er nach Münster zurück, wo er als Inhaber einer Warenhandlung kaufmännisch tätig war. 1848 war er Hauptmann der Bürgerwehr. Zuletzt lebte er als Rentner in Münster.
Von 1853 bis 1862 saß Zumloh im Preußischen Abgeordnetenhaus, von 1853 bis 1861 als Abgeordneter des Wahlkreises Münster 1 und 1862 als Abgeordneter des Wahlkreises Münster 3. Von 1853 bis 1859 gehörte er der katholischen Fraktion und von 1860 bis 1862 der Fraktion des Zentrums. Er war weiterhin unbesoldeter Beigeordneter der Stadt Münster.